# Everyday Is Christmas (노래)
〈Everyday Is Christmas〉는 록샌 시먼(Roxanne Seeman)과 필립 슈타인케(Philipp Steinke )가 작곡한 장학우(Jacky Cheung)의 크리스마 노래이다. 2010년 1월 29일 유니버설 뮤직에 의해 발매된 장학우의 "Private Corner" 앨범에서 이 곡은 싱글로 발매되었다. 이 곡은 노키아의 Ovi.com  다운로드 서비스에서 2010년 10번 째로 많이 다운로드된 크리스마스 노래로 선정되었다. "Everyday Is Christmas"는 어스, 윈드 & 파이어 (Earth, Wind & Fire)가 녹음한 곡으로, 이들의 홀리데이 앨범에 수록되었다. 이 앨범은 2014년 10월 21일, 소니 뮤직의 Legacy Recordings 레이블을 통해 발매되었다.

## 녹음 과정
사전 제작은 홍콩에서 진행되었으며, 앤드류 투아손(Andrew Tuason)이 프로듀싱과 국제 작곡가들과의 협업을 조율했다. 리듬 섹션은 말레이시아에서 녹음되었으며, 장학우의 보컬은 홍콩에서 녹음되었다. 이 곡은 로스앤젤레스에서 게리 브라운(Gerry Brown)에 의해 믹싱되었다.

## 가사 및 작곡
록샌 시먼과 필립 슈타인케는 "Everyday Is Christmas"를 산타모니카에서 기타로 작곡했다. 데모 녹음은 필립 슈타인케가 노래와 키보드를 연주하며 시먼의 스튜디오에서 진행되었으며, USC 대학교 음악가들이 스트링 베이스, 드럼, 호른 소리를 추가했다. "Everyday Is Christmas"는 장학우의 "Private Corner" 앨범의 캔토재즈(Canto-Jazz) 프로젝트를 위해 시먼이 작곡한 7 곡 중 첫 번째 곡이다. 장학우는 이 곡의 가사를 광둥어로 번안하려고 했지만, 영어 가사의 의미를 너무 마음에 들어 했기에 영어로 녹음하기로 결정했다. 이 곡은 "Private Corner" 앨범에서 유일하게 장학우가 영어로 녹음한 곡이다.

## 평가 및 반응
노키아의 음악 다운로드 서비스 웹사이트 Ovi.com은 "Everyday IS Christmas"가 2010년 가장 많이 다운로드된 크리스마스 노래 10위에 올랐다고 발표했다. 이 곡은 왬! (Wham!)의 "Last Christmas" 및 머라이어 캐리의 "All I Want for Christmas Is You"와 같은 클래식 히트곡들과 함께 순위에 올랐다. 장학우는 이 순위에 포함된 유일한 중국어권 가수이다.

## 공연
장학우는 2010년 4월 30일에 홍콩 Jockey Club에서 열린 Private Corner 미니 콘서트에서 "Everyday Is Christmas"를 불렀다. 해당 공연에 대한 DVD는 2010년 7월 23일에 발매되었다.

## 크레딧 및 참여 인원
크레딧은 앨범 라이너 노트에서 발췌함.
- Andy Peterson - 베이스
- Andrew Tuason (杜自持) - 프로듀서, 편곡, 피아노
- Lewis Pragasam - 드럼
- Steve Thornton - 퍼커션
- Charles Huntley - 테너 색소폰
- Miguel Inot - 알토 색소폰
- Ben Pelletier - 트롬본
- John Campo - 트럼펫
- Paul Panichi - 트럼펫
- Michael Stever - 호른 편곡
- Gerry "The Gov" Brown - 믹싱 엔지니어
- Bernie Grundman – 마스터링
- Jamie Wilson – 기타

## Earth, Wind & Fire 버전
어스, 윈드 & 파이어는 그들의 2014년 홀리데이 앨범의 수록곡으로 "Everything Is Christmas"를 발매했다. 해당 곡은 필립 베일리(Philip Bailey)와 마이론 맥킨리(Myron Mckinley)가 프로듀싱하였다. 홀리데이 앨범은 소니 뮤직이 발매하는 클래식 크리스마스 앨범 시리즈로 매년 꾸준히 재발매 되는 앨범이다. 오스틴 아메리칸-스테이츠맨(Austin American-Statesman)의 새바나 에반오프(Savannah Evanoff) 기자는 이 곡에 대해 "정말 부드럽고 섹시한 크리스마스 러브송이다!"라고 평했다.

### 참여 인원
- Philip Bailey - 총괄 프로듀서, 프로듀서, 보컬
- Myron McKinley - 건반, 피아노, 프로듀서, 신시사이저
- Jerry Hey - 호른 편곡
- Dave Pensado - 믹싱
- Tommy Vicari - 엔지니어, 호른 섹션

## Nils Landgren 버전
The Man With The Red Horn 또는 Mr. Redhorn로 잘 알려진 스웨덴의 알앤비 펑크와 재즈 트롬본 연주자인 닐스 랜드그렌(Nils Landgre)은 2016년 10월 28일 그의 "Christmas With My Friends V"의 앨범의 수록곡으로 "Everyday Is Christmas"를 발매했다. 발매 후, 닐스 랜드그렌은 한 달 동안 독일을 여행했다. 이 기간동안 해당 앨범은 125,000장이 판매되며, Gold Status를 기록했다.

### 참여 인원
크레딧은 앨범의 라이너 노트에서 발췌함.
- Nils Landgren - 트롬본, 보컬
- Sharon Dyall - 보컬
- Jeanette Köhn - 보컬
- Jessica Pilnäs - 보컬
- Ida Sand - 보컬, 피아노, 스쿨 오르간
- Eva Kruse - 베이스
- Jonas Knutsson - 색소폰
- Johan Norberg - 기타, 칸텔레
- Lasse Nilsson - 녹음 엔지니어
- Janne Hansson - 녹음 엔지니어 조수

스톡홀름의 Atlantis 스튜디오에서 추가 녹음됨. - Krubaston 스튜디오에서 Johan Norberg가 믹싱했고, 콜레레드(Kållered)의 Nilento 스튜디오에서 Lasse Nilsson에 의해 마스터링됨.